# Dakariella
Dakariella is een mosdiertjesgeslacht uit de  familie van de Smittinidae en de orde Cheilostomatida

## Soorten
- Dakariella antarctica (Liu & Hu, 1991)
- Dakariella concinna Hayward, 1993
- Dakariella dabrowni (Rogick, 1962)